# Tim Gleason
Timothy "Tim" Gleason (ur. 29 stycznia 1983 w Clawson, Michigan) – amerykański hokeista. Reprezentant USA, olimpijczyk.

## Kariera klubowa
- Leamington Flyers (1998-1999)
- Windsor Spitfires (1999-2003)
- Los Angeles Kings (2003-2004, 2005-2006)
- Carolina Hurricanes (2006-2013)
- Toronto Maple Leafs (2014)
- Carolina Hurricanes (2014-2015)
- Washington Capitals (2015)

Karierę rozwijał w Kanadzie. Grał w juniorskich rozgrywkach OHL w ramach CHL. W drafcie NHL z 2001 został wybrany przez Ottawa Senators z numerem 23. Następnie został zawodnikiem Los Angeles Kings i w barwach tego klubu grał w lidze NHL od 2003 (w międzyczasie także w zespole farmerskim w lidze AHL). We wrześniu 2006 na mocy umowy wymiennej trafił do klubu Carolina Hurricanes (wraz z nim Éric Bélanger, zaś do Los Angeles Kings zostali przekazani Jack Johnson i Oleg Twierdowski). W styczniu 2012 przedłużył umowę o cztery lata. Od 1 stycznia 2014 zawodnik Toronto Maple Leafs. Od lipca 2014 ponownie zawodnik Carolina Hurricanes. Od końca lutego 2015 zawodnik Washington Capitals.

## Kariera reprezentacyjna
Jest reprezentantem USA. Występował w kadrach juniorskich kraju na mistrzostwach świata do lat 17 (2000) i do lat 20 (2001, 2003). W kadrze seniorskiej uczestniczył w turniejach mistrzostw świata w 2008 oraz zimowych igrzysk olimpijskich 2010.

## Sukcesy
Reprezentacyjne
- Srebrny medal zimowych igrzysk olimpijskich: 2010

Indywidualne
- Sezon OHL 2002/2003:
  - Trzeci skład gwiazd